# Henry Gardner
Henry Joseph Gardner (14 de Junho de 1819 – 21 de Julho de 1892) foi o 23º Governador de Massachusetts, exercendo de 1855 até 1858. Gardner, do Partido Sabe Nada, foi eleito governador como parte da grande vitória dos candidatos Sabe Nada nas eleições de Massachusetts de 1854.
Nascido em Dorchester, era comerciante de alimentos secos de Boston, ativo no Partido Whig local no início da década de 1850. Com a súbita e secreta ascensão dos nativistas Sabe Nada em 1854, Gardner repudiou oportunamente lugares previamente detidos e juntou-se ao movimento, conquistando uma vitória esmagadora sobre o Partido Whig de Emory Washburn. Durante seus três mandatos, as legislaturas dos Sabe Nada promulgaram legislação em uma ampla agenda de reformas e fizeram várias mudanças significativas na constituição do estado, incluindo importantes reformas eleitorais, como a substituição da maioria absoluta pela maioria simples.
O movimento Sabe Nada começou a desintegrar-se pouco depois da vitória de 1854, divergindo-se sobre a escravidão. Gardner venceu a reeleição em 1856 apenas com o apoio Republicano, concedido em troca do apoio dos Sabe Nada ao candidato a presidência Republicano, John C. Frémont. O Republicano Nathaniel Prentice Banks venceu facilmente Gardner em 1857 e o movimento Sabe Nada foi efetivamente extinto. Em 1860, Gardner deixou a política e voltou aos seus negócios; morreu no esquecimento.

## Primeiros anos
Henry Joseph Gardner nasceu em Dorchester, Massachusetts (uma comunidade separada de Boston) no dia 14 de Junho de 1819, filho de Henry Gardner e Clarissa Holbrook Gardner. Seu avô, também chamado de Henry Gardner, era um respeitado graduado da Harvard College, foi politicamente ativo durante a Revolução Americana e exerceu como tesoureiro do estado de 1774 até 1782. O jovem Henry estudou primeiro em escolas particulares na área de Boston e depois frequentou a Phillips Exeter Academy, na qual formou-se em 1831. Então frequentou a Bowdoin College e iniciou uma carreira como comerciante de alimentos secos em Boston, um negócio no qual permaneceu até 1876. Em 1844, casou-se com Helen Cobb, de Portland, Maine; tiveram sete filhos.

## Entrada na política

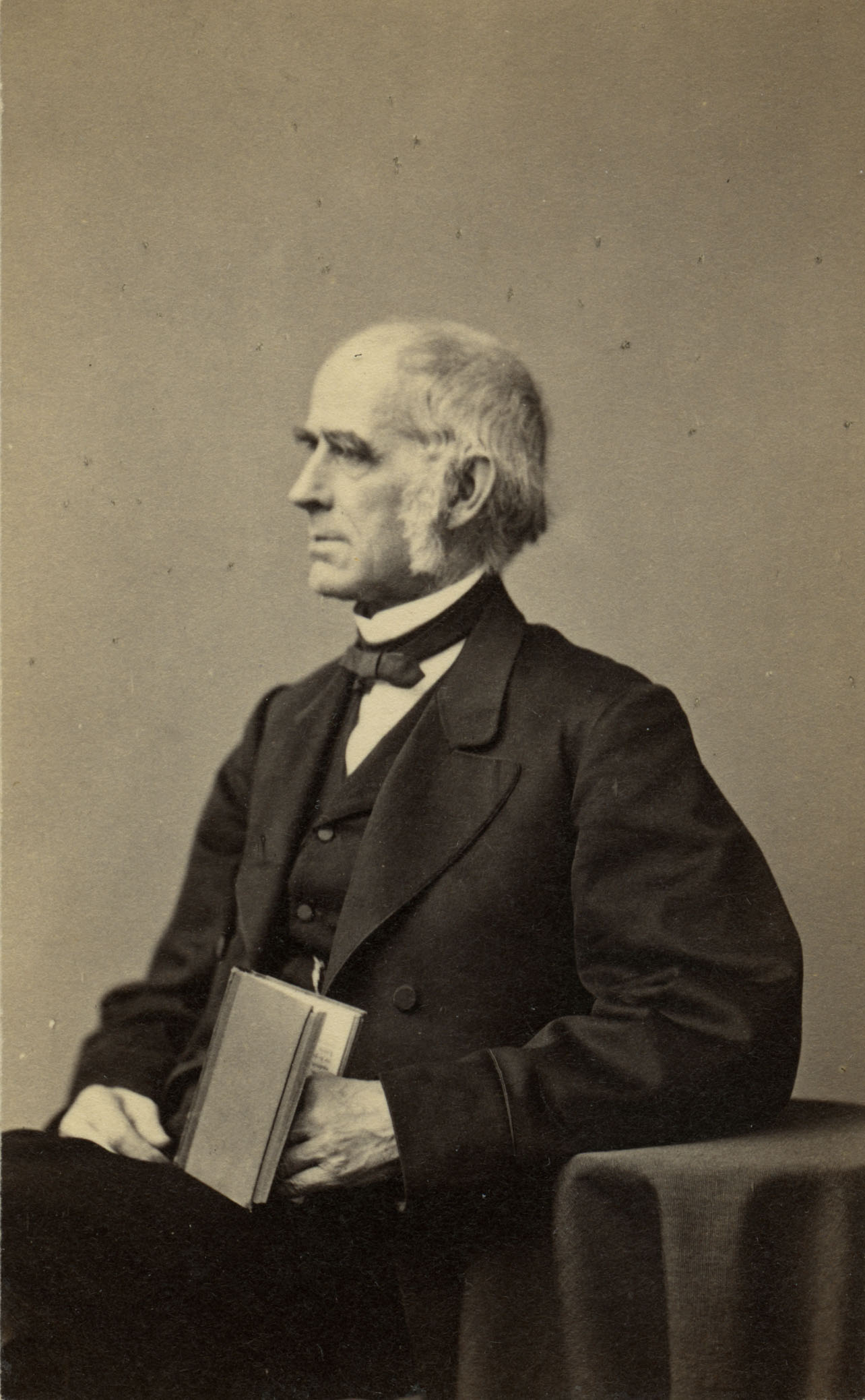
Emory Washburn, o atual governador do Partido Whig, perdeu a eleição de 1854.

Em 1850, Gardner, politicamente um Whig, foi eleito para o Conselho da Cidade de Boston, exercendo até 1853. Era um Websterita Whig moderadamente conservador que participou na organização do partido do estado, exercendo em seu comitê central de organização. Em 1854, saiu do Partido Whig por seu apoio ao Ato de Kansas-Nebraska de pró-escravidão e envolveu-se no movimento nativista Sabe Nada. Essa mudança de postura foi bastante radical por parte de Gardner e foi vista por contemporâneos e historiadores recentes como politicamente oportunista. Antes de entrar nos Sabe Nada, não demonstrou nenhum sentimento nativista e até apoiou um americano irlandês na tentativa de tornar-se juiz de paz. Também mudou de uma postura moderada dos Websteritas sobre a escravidão para uma postura abolicionista e apoiou posturas sobre a proibição do álcool a que ele havia oposto-se anteriormente. O estadista do Partido Whig, Edward Everett, descreveu Gardner como "um homem de alguma inteligência, mas sem solidez de caráter".
A convenção dos Sabe Nada, em Outubro de 1854, escolheu Gardner como seu candidato a governador, em parte porque sua postura sobre a escravidão não era tão radical quanto a do candidato Republicano Henry Wilson, que também estava buscando apoio dos Sabe Nada. Wilson finalmente fez um acordo com os Sabe Nada, retirando-se da disputa no último momento em troca do apoio dos Sabe Nada em uma candidatura ao Senado dos Estados Unidos. A campanha foi relativamente tranquila, porque os Whigs e os Democratas não organizaram eventos de grande alcance. Os partidos maiores podem estar preocupados com o fato de que os comícios não serão atendidos devido a deserções dos Sabe Nada. Os aristocratas Whigs colocaram o atual governador Emory Washburn para a reeleição. Eram particularmente indiferentes com os Sabe Nada: um comentarista descreveu a chapa dos Sabe Nada como "ministros caducos, arrancadores de dentes mentirosos e padres desonestos", liderados por "aquele canalha frágil do Henry J. Gardner". Gardner estava, no entanto, otimista, avisando um jornalista que venceria por uma grande maioria. A eleição foi esmagadora: Gardner conquistou 79% dos votos e a legislatura do estado e a delegação do Congresso foram quase totalmente preenchidas pelos Sabe Nada.

## Governador de Massachusetts
A legislatura eleita na varredura dos Sabe Nada era diferente de qualquer outra que precedeu-a: quase todos os seus membros eram novos no cargo eleito. A sessão de 1855 foi uma das mais produtivas da história do estado, com cerca de 600 projetos de lei e resoluções aprovadas. Em seu discurso de posse, Gardner definiu o que esperava ser um tom que solidificasse sua postura como líder do partido. O discurso focou quase a exclusão em questões nativistas e incluiu alegações hiperbólicas de que o nível de imigração estava atingindo proporções críticas. Gardner omitiu notavelmente questões substantivas populares de reforma, como o dia útil de dez horas e também evitou a questão controversa da escravidão.

### Reformas
A legislatura de 1855 aprovou uma grande variedade de reformas legislativas, a maioria das quais Gardner assinou. Uma comissão de seguros com amplos poderes de inspeção foi criado; as leis de falências foram alteradas para beneficiar indivíduos de classe baixa; a prisão por dívida foi abolida. As vacinas eram obrigatórias para todas as crianças em idade escolar, as mulheres tiveram direito de possuir propriedades por conta própria e isentas da responsabilidade pelas dívidas de seus maridos; e restrições foram impostas ao trabalho infantil. As escolas foram desagregadas, um reformatório para meninas foi criado e o financiamento estatal foi retirado das escolas paroquiais. As cidades e vilas foram autorizadas a participar de uma grande variedade de melhorias cívicas, incluindo a construção de rodovias, linhas de gás, água e esgoto e redes de transporte público, como docas e cais. Uma das principais reformas que não foi promulgada, apesar do vigoroso debate, foi a legislação que exigia um horário de trabalho de dez horas.
Várias emendas à constituição do estado foram promulgadas durante o mandato de Gardner. Todas surgiram na convenção constitucional de 1853, cujas propostas, embora populares, foram mal organizadas e derrotadas em um referendo popular. A maioria simples, que anteriormente havia sido promulgada legislativamente para aplicar-se às eleições federais, foi estendida às eleições estaduais. Mais cargos executivos estaduais foram eleitos, incluindo o Conselho do Governador, o Procurador Geral, o Secretário de Estado, o Auditor e o Tesoureiro. As regras do estado para o distrito foram reformadas, de modo a serem baseadas em distritos traçados pela população, e não pelas cidades.
Uma reforma que foi imediatamente tema de controvérsia foi uma rigorosa lei seca, que criminalizou servir um copo de grogue com uma sentença de seis meses de prisão. O projeto de lei, assinado por Gardner, foi imediatamente protestado e os legisladores que aprovaram-o foram posteriormente criticados por cobrar contas de bar ao estado quando viajavam.

### Questões nativistas
Algumas legislações e ações executivas visavam diretamente abordar as preocupações nativistas. As chamadas milícias "estrangeiras", compostas por imigrantes irlandeses, foram desmanteladas e estrangeiros não foram permitidos em forças policiais ou em empregos no governo estadual. O estado deportou mais de 1.000 estrangeiros supostamente indigentes, incitando protestos por abusos. Um caso notável envolveu a deportação para Liverpool de uma mulher com um bebê nascido nos Estados Unidos, sem qualquer meio de apoio. Gardner relatou que o estado economizou 100.000 dólares com esse processo.
O aspecto mais escandaloso da agenda nativista foi a investigação do legislativo sobre supostos abusos nas pensões da Igreja Católica Romana. Foi relatado que Joseph Hiss, um dos principais investigadores, fez comentários obscenos às freiras nesses estabelecimentos e, posteriormente, descobriu-se que estava envolvido com bebidas e contratação de prostitutas. O escândalo recebeu muita mídia e denegriu a imagem dos Sabe Nada.

### Escravidão
Antes da eleição de Gardner, no dia 24 de Maio de 1854, Anthony Burns foi preso em Boston como fugitivo sob a Lei dos Escravos Fugitivos de 1850. Edward G. Loring, um juiz de sucessões do Condado de Suffolk que também atuou como comissário dos EUA do Circuíto Judicial em Massachusetts, ordenou que Burns fosse forçado a voltar à escravidão na Virgínia, ultrajando os abolicionistas e o público cada vez mais antiescravistas em Massachusetts. Sob a pressão de uma campanha de petição pública conduzida por William Lloyd Garrison, o legislador aprovou dois projetos de lei, em 1855 e 1856, pedindo que o Juiz Loring fosse removido de seu cargo, mas em ambas os situações Gardner recusou-se a removê-lo. Um terceiro projeto de lei para remover Loring do cargo foi posteriormente aprovada pelo sucessor Republicano de Gardner, Nathaniel Prentice Banks.
A legislatura dos Sabe Nada também aprovou, sob o veto de Gardner, uma das leis de liberdade individual mais rigorosas, criada para tornar a aplicação da Lei dos Escravos Fugitivos de 1850 o mais difícil possível para os queixosos. Gardner disse que a lei exacerbaria as relações entre o Norte e o Sul e pediu sua revogação. Os partidos minoritários na legislatura procuraram enfraquecer o projeto, mas suas principais medidas, incluindo os direitos de habeas corpus, julgamento pelo júri e defesa financiada pelo Estado, sobreviveram.

### Eleições posteriores

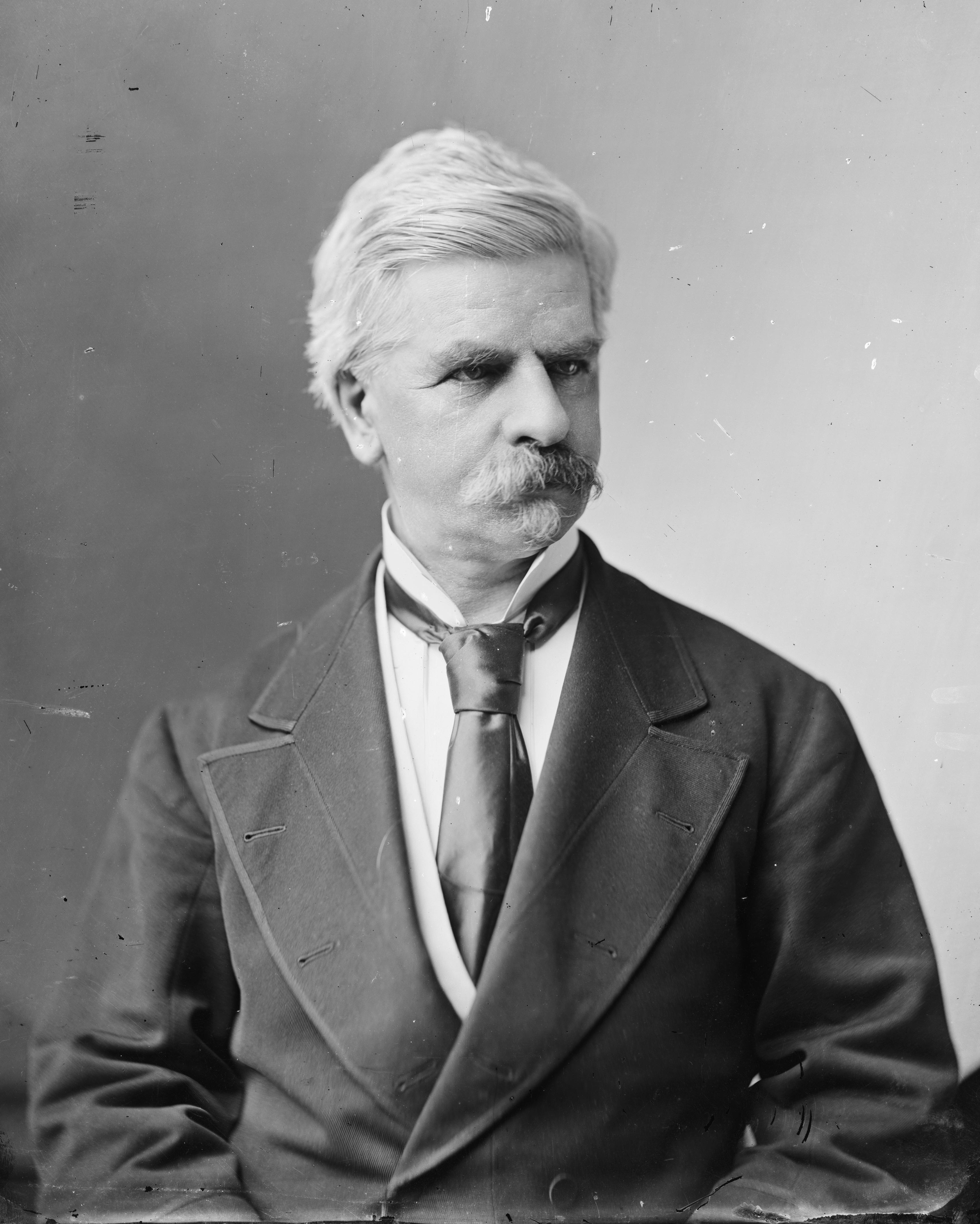
Nathaniel Prentice Banks, um ex-Sabe Nada, derrotou Gardner em 1857.

Em 1855, a convenção nacional dos Sabe Nada divergiram-se sobre a questão da escravidão. Os proeminentes defensores da luta contra a escravidão dos Sabe Nada em Massachusetts, incluindo Henry Wilson, iniciaram outra tentativa (depois de falhar em 1854) de formar um partido com a abolição como foco principal. Esse esforço resultou na formação do Partido Republicano, que procurou negociar com os Sabe Nada a fusão dos dois partidos. Contudo, a liderança dos Sabe Nada de Massachusetts recusou a fusão e a liderança Republicana recusou a coalizão, com muitos Republicanos céticos quanto à fidelidade de Gardner à causa antiescravista, apesar de seu apoio à fusão. Os partidos acabaram recebendo listas de candidatos separadas e muitos políticos e apoiadores dos Sabe Nada mudaram de lado. Nas eleições de outono, Gardner, candidatando-se em uma plataforma estritamente nativista, obteve 38% dos votos, contra 27% do Republicano Julius Rockwell. Com a nova regra de votação da maioria simples em vigor, Gardner venceu a eleição, mas as divergências (e descontentamento em alguns círculos com a agenda dos Sabe Nada) custou-lhe o apoio de ex-Solos Livres e Democratas. Nas eleições de 1856, Gardner beneficiou-se de um acordo com os Republicanos, que recusaram-se a candidatar-se a governador em troca do apoio dos Sabe Nada ao candidato a presidência, John C. Frémont. Venceu facilmente a reeleição, embora muitos Republicanos tenham votado em um candidato a protesto em vez de apoiá-lo. Tentou negociar o apoio Republicano em uma eleição para o Senado dos Estados Unidos (uma questão então decidida pelo senado do estado no início de sua sessão) substituindo Charles Sumner. No entanto, os membros Republicanos manipularam o Senado para votar antes do discurso de Gardner, abrindo a sessão de 1857, e Sumner foi facilmente reeleito.
Embora a nação tenha sido devastada pela Crise de 1857 e pelo Bleeding Kansas, as eleições em Massachusetts naquele ano dependiam de outros fatores. Gardner foi criticado pelos Republicanos (e o ex-Sabe Nada) Nathaniel Prentice Banks e pelo Democrata Erasmus Beach. Gardner foi acusado de ter tornado-se pouco mais do que um instrumento dos interesses industriais dos ex-Whig, e Banks era perito em trazer muitos ex-Sabe Nadas para seu grupo, principalmente John Z. Goodrich, que afirmava as fortes credenciais antiescravista de Banks. Gardner procurou focar as disputas em questões locais, mas a escravidão predominou como questão e Banks obteve uma vitória confortável.
Em 1858, Gardner procurou levar o que restava dos Sabe Nada para uma coalizão com os Democratas, mas suas tentativas de encontrar um candidato adequado não tiveram êxito. O candidato dos Sabe Nada daquele ano, Amos A. Lawrence, ficou bem atrás de Banks.

## Vida posterior
Gardner continuou no negócio de alimentos secos até 1876 e tornou-se um agente da Massachusetts Life Insurance Company em 1887. Morreu em Milton, Massachusetts, no dia 21 de Julho de 1892. Na década de 1850, foi agraciado pela Universidade Harvard com diplomas honorários e tornou-se membro da Antiga e Honrosa Companhia de Artilharia em 1855.